# Gail Robinson
Gail Robinson (* 7. August 1946 in Meridian, Mississippi; † 19. Oktober 2008 in Lexington, Kentucky) war eine US-amerikanische Opernsängerin in der Stimmlage Sopran. Bekannt wurde Gail Robinson vor allem durch ihre Interpretationen von Rollen in Opern von Wolfgang Amadeus Mozart sowie für ihren Belcanto-Gesang.

## Biographie und künstlerisches Wirken
Gail Robinson wuchs in Jackson, Tennessee auf, zog später nach Memphis, Tennessee und studierte dort an der Memphis State University.
Mit 19 Jahren gewann sie den Gesangswettbewerb der Metropolitan Opera. 1970 debütierte sie an der Metropolitan Opera als Erste Dame in Die Zauberflöte. Während einer Tournee der Metropolitan Opera 1970 in Detroit ersetzte sie Roberta Peters in der Titelrolle von Lucia di Lammermoor von Gaetano Donizetti. Dies bedeutete für sie den künstlerischen Durchbruch. 1971 sang sie ihre erste Lucia an der Metropolitan Opera.
Während ihrer Karriere sang Gail Robinson u. a. in Berlin, Hamburg, München und Genf. In der Spielzeit 1977/78 gastierte sie an der Berliner Staatsoper als Konstanze. In Nordamerika gastierte sie u. a. in Chicago, Philadelphia, New Orleans und Ottawa.
Zu ihren wichtigsten Partien gehörten die Rosina in Der Barbier von Sevilla, die Pamina in Die Zauberflöte, die Konstanze in Die Entführung aus dem Serail, die Ilia in Idomeneo, die Norina in Don Pasquale, die Gilda in Rigoletto und die Gretel in Hänsel und Gretel von Engelbert Humperdinck.
1975 wirkte Gail Robinson in der Verfilmung der Operette Die Dubarry (Millöcker/Mackeben) für das ZDF mit. Gail Robinson überzeugte in ihrer Interpretation der Titelrolle mit ihrer Koloratur-Stimme und ihrer anmutigen Erscheinung. Die Fernsehverfilmung wird im ZDFtheaterkanal gelegentlich wiederholt. Im Jahre 1978 war Gail Robinson außerdem zu Gast in der ZDF-Musik-Show Ich lade gern mir Gäste ein.
In der Spielzeit 1984/85 sang Gail Robinson an der Metropolitan Opera die Servilia in La clemenza di Tito. 1987 sang Gail Robinson als Echo in Ariadne auf Naxos letztmals an der Metropolitan Opera; sie war dort in über 200 Vorstellungen aufgetreten. Gesundheitliche Probleme zwangen Gail Robinson in den folgenden Jahren zur allmählichen Beendigung ihrer Bühnenkarriere. Im Jahre 2000 verabschiedete sich Gail Robinson endgültig von der Opernbühne. Seit 1999 bis zu ihrem Tode war sie Professorin für Gesang an der University of Kentucky.
Während der 1990er Jahre leitete sie an der New Yorker Metropolitan Opera das Programm zur Förderung des Nachwuchses, aus dem viele bekannte Sänger hervorgingen, u. a. Dwayne Croft, Paul Groves, Heidi Grant Murphy.
Gail Robinson starb an den Folgen einer rheumatoiden Arthritis. Sie wurde am 23. Oktober 2008 auf dem Memorial Park Cemetery in Memphis beigesetzt. Ihr Schüler Paul Groves sang bei ihrer Trauerfeier das Lied Soupir von Henri Duparc (1848–1933).

## TV-Film
- Die Dubarry, ZDF 1975, Regie: Werner Jacobs[3]